# Diospage carilla
Diospage carilla är en fjärilsart som beskrevs av William Schaus 1910. Diospage carilla ingår i släktet Diospage och familjen björnspinnare. Inga underarter finns listade i Catalogue of Life.